# Actard
Actard est un prélat franc du IXe siècle, évêque de Nantes à partir de 843 ou 844, exilé, un temps affecté au diocèse de Thérouanne en 869/871, archevêque de Tours en 871, mort en 875.

## Carrière
Le 24 juin 843, la ville de Nantes fut prise par les Normands, qui s'y livrèrent au saccage et au massacre ; l'évêque Gohard et toute une foule réfugiée avec lui dans la cathédrale y trouvèrent la mort, et l'édifice fut incendié. L'évêque de Vannes, Susan, vint le 30 septembre suivant procéder à la « réconciliation » de la cathédrale. C'est ensuite qu'Actard, prêtre de Tours (métropole dont dépendait Nantes), fut consacré évêque et envoyé prendre la succession de Gohard.
Actard fut d'abord en conflit avec le comte Lambert qui, allié du Breton Nominoë et aussi, en fait, des Normands, avait pris le contrôle du pays nantais après le départ des redoutables pillards, sans l'aveu du roi Charles le Chauve. Mais en 845 Lambert se brouilla avec Nominoë et se réconcilia à Tours avec le roi (Noël 845). En 846, le souverain écarta un temps Lambert de Nantes en lui accordant d'autres possessions, mais en août 850 le comte, de nouveau allié à Nominoë, s'empara à ses côtés de la ville, dont les murailles furent démantelées. Ils chassèrent Actard, qui se réfugia à Tours, et Nominoë (qui en 849 avait fait déposer quatre autres évêques d'obédience carolingienne en Bretagne) le remplaça par Gislard, un prêtre de Vannes.
Nominoë mourut au cours d'une expédition près de Vendôme le 7 mars 851. La bataille de Jengland entre son successeur Érispoë et le roi Charles le Chauve (22 août 851) aboutit au mois de septembre à la « Paix d'Angers », par laquelle le roi des Francs reconnut au Breton les « insignes royaux » et la possession des régions de Rennes et de Nantes et du Pays de Retz. À la suite de ce traité, Actard put retourner à Nantes, mais Gislard, retiré à Guérande, parvint à conserver le contrôle d'une partie du diocèse (correspondant selon dom Morice à l'archidiaconé de la Mée), entre la Vilaine, l'Erdre et le Semnon. Actard tenta d'obtenir d'Érispoë la restitution de l'intégrité de son diocèse, mais le roi des Bretons refusa de sévir contre Gislard, fidèle de son père. D'autre part, un autre groupe de Normands attaqua et incendia Nantes une seconde fois en juin 853, juste dix ans après le sac précédent, et Actard fut un temps leur prisonnier. Apparemment rendu ensuite à la liberté, il obtint d'Érispoë, pour réparer les ruines de son église, la moitié du revenu fiscal de la cité.
Le roi des Bretons fut assassiné à Talensac, en novembre 857, par son cousin Salomon, qui prit sa place. Ce nouveau roi, qui était plus hostile aux Francs que son prédécesseur, chassa à nouveau Actard de son siège. Désormais, l'évêque, tout en conservant son titre, vécut en exil à Tours, auprès de l'archevêque Hérard (d'autant plus que la ville de Nantes, constamment exposée aux attaques des Normands, n'était alors plus grand-chose). On le voit dans les années suivantes assister à plusieurs conciles de l'Église de Francie occidentale, se plaignant auprès de ses collègues de l'usurpation de Gislard, dénonçant les menées irrégulières des princes bretons, réveillant l'affaire des évêques déposés par Nominoë à l'assemblée de Coëtlou au printemps 849, dont certains étaient encore en vie, excitant en permanence l'archevêque Hérard à soutenir ses droits de métropolitain des évêques bretons (contre la tentative de Salomon de faire reconnaître une nouvelle métropole à Dol), et jouissant de l'appui du roi Charles le Chauve.
Le concile de Soissons d'août 866 chargea Actard de porter au pape Nicolas Ier sa lettre sur les affaires de Bretagne. Il passa d'abord par Tours, puisqu'on l'y voit le 29 septembre suivant participer à la consécration d'Électran, nouvel évêque de Rennes. Il était aussi au concile de Troyes ouvert le 25 octobre 867, qui le chargea à nouveau de son courrier au pape ; Actard se rendit d'ailleurs d'abord auprès du roi Charles et lui permit de briser le sceau des archevêques pour lire ce courrier ; le roi lui confia une autre lettre dictée par lui, à la fin de laquelle il abordait le cas d'Actard lui-même et demandait au pape de lui faire attribuer un autre diocèse et de lui conférer le pallium, emblème des archevêques.
Actard arriva à Rome fin novembre, quelques jours après la mort de Nicolas Ier le 13 novembre. Il revint en France en février 868, ayant obtenu du nouveau pape Adrien II à la fois le pallium et une lettre ordonnant de lui attribuer un second diocèse important, sans l'obliger à renoncer au titre d'évêque de Nantes, puisque cette ville était ruinée. Actard était aussi porteur de livres qu'Anastase le Bibliothécaire envoyait en présent à l'archevêque Hincmar de Reims, auquel il les remit personnellement. Il fut un temps affecté au diocèse de Thérouanne (de la province ecclésiastique de Reims, une cité d'ailleurs également dévastée par les Normands) pour remplacer l'évêque Humphroy († 8 mars 869). Après la mort d'Hérard en juin 871, il lui succéda comme archevêque de Tours (constitué métropolitain de la province par Adrien II le 26 décembre suivant).
En 872, Hincmar de Reims, qui pourtant avait appuyé l'élection d'Actard à Tours l'année précédente, changea son fusil d'épaule et rédigea une longue consultation intitulée De translationibus episcoporum, contra Actardum Namnetensem. Il y soutient qu'Actard, évêque de Nantes, n'aurait jamais dû abandonner son Église, et que la présence des Normands païens dans le pays nantais n'est pas une raison valable ; il cite l'exemple des évêques chrétiens dans les pays musulmans, fait remarquer qu'il y a un comte à Nantes, vivant avec femme et enfants, et accuse Actard d'être comme le berger ayant abandonné son troupeau à l'arrivée du loup. Il rejette la prétention d'Actard à cumuler deux diocèses. En fait, Actard consacra son successeur Hermengaire comme évêque de Nantes, sans doute en 872.